# Hans Viebig
Hans Viebig – as lotnictwa niemieckiego Luftstreitkräfte z 5 zwycięstwami w I wojnie światowej.
Służył w Jagdstaffel 20 od początku października 1917 roku w jednostce odniósł swoje pierwsze zwycięstwo 11 października nad samolotem BF2.  Pod koniec października został przeniesiony do Jagdstaffel 18, w której służył do końca stycznia 1918 roku. Od 25 stycznia został przydzielony do Jagdstaffel 57. W jednostce odniósł jej pierwsze zwycięstwo 11 marca 1918 roku nad samolotem RE8 z No. 5 Squadron RAF. 16 czerwca uzyskał tytuł asa zestrzeliwując Bristol F.2b z No. 62 Squadron RAF. 30 czerwca został ciężko ranny w czasie walki z samolotami z No. 70 Squadron RAF i No. 41 Squadron RAF.  Jego dalsze losy nie są znane.